# Oberlauf der Weschnitz und Nebenbäche
Oberlauf der Weschnitz und Nebenbäche este o arie protejată (arie specială de conservare — SAC, sit de importanță comunitară — SCI) din Germania întinsă pe o suprafață de 121,62 ha, integral pe uscat.

## Localizare
Centrul sitului Oberlauf der Weschnitz und Nebenbäche este situat la coordonatele 49°34′39″N 8°46′59″E / 49.5775°N 8.7831°E.

## Înființare
Situl Oberlauf der Weschnitz und Nebenbäche a fost declarat sit de importanță comunitară în iunie 2000 pentru a proteja 3 specii de animale. Situl a fost protejat și ca arie specială de conservare în martie 2008.

## Biodiversitate
Situată în ecoregiunea continentală, aria protejată conține 3 habitate naturale: Cursuri de apă de la nivel de câmpie la nivel montan, cu vegetație Ranunculion fluitantis și Callitricho-Batrachion, Păduri pe pante, grohotișuri și ravene de Tilio-Acerion, Păduri aluvionare cu Alnus glutinosa și Fraxinus excelsior (Alno-Padion, Alnion incanae, Salicion albae).
La baza desemnării sitului se află mai multe specii protejate:
- păsări (1): pescăruș albastru (Alcedo atthis)
- nevertebrate (1): Austropotamobius torrentium
- pești (1): cicar (Lampetra planeri)